# Bitwa pod Heiligerlee
Bitwa pod Heiligerlee – starcie zbrojne, które miało miejsce 23 maja 1568 i było jedną z pierwszych bitew wojny osiemdziesięcioletniej (1568–1648).
W starciu udział wzięły oddziały rebeliantów niderlandzkich i wojska fryzyjskie wspierane przez Hiszpanów.
Republika siedmiu zjednoczonych landów niderlandzkich dysponowała armią składającą się z 3900 żołnierzy piechoty dowodzonych przez Ludwika Nassau, oraz 200 kawalerzystów pod wodzą Adolfa Nassau. Obaj dowódcy byli braćmi Wilhelma I Orańskiego.
Siły fryzyjskie dowodzone przez Jana de Ligne, księcia Aremberg dysponowały 3200 ludźmi piechoty oraz 20 kawalerzystami. De Ligne unikał początkowo konfrontacji i oczekiwał na posiłki, jednak dnia 23 maja pod Heiligerlee zmuszony został przyjąć bitwę.
Starcie zakończyło się klęską Fryzyjczyków, którzy stracili od 1500-2000 ludzi, przy 50 poległych żołnierzach niderlandzkich (wśród nich znajdował się Adolf Nassau). W ręce zwycięzców wpadło także 7 dział.
Oddziały niderlandzkie pomimo zwycięstwa nie zajęły żadnego z miast i wkrótce miały zostać pokonane przez Hiszpanów pod Jemgum. Poległemu Adolfowi Nassau poświęcona była jedna ze zwrotek hymnu niderlandzkiego: Graef Adolff ist ghebleven, in Vriesland im Denslaech.